# Narc - Analisi di un delitto
Narc - Analisi di un delitto (Narc) è un film del 2002 diretto da Joe Carnahan.
Il film, con protagonisti Jason Patric e Ray Liotta, è stato distribuito in Italia direttamente in DVD.

## Trama
Dopo aver sfiorato la tossicodipendenza, il sergente Nick Tellis, che lavora come infiltrato per la narcotici, vive il peso di aver provocato il ferimento di una donna incinta e la morte del suo bambino. Nonostante il trauma per gli avvenimenti, Nick cerca di tenere assieme la propria famiglia, prendendosi cura della moglie e del figlio appena nato. La disciplinare lo assegna al caso di un altro agente infiltrato, Michael Calvess, ucciso in un sottopassaggio dopo essere stato brutalmente picchiato. Durante le indagini gli viene affiancato l'ex compagno di Calvess, Henry Oak, tenente dai metodi poco ortodossi disposto a tutto pur di scoprire la verità. Tellis arriverà a scoprire una verità scioccante.

## Distribuzione
Negli Stati Uniti e in Canada il film ha incassato oltre 12 milioni di dollari a fronte di un costo di produzione di 6,5 milioni di dollari. Nonostante il successo in altri paesi e la critica positiva, in Italia non è stato mai distribuito nelle sale cinematografiche, ma è stato distribuito direttamente in VHS del 2003 e DVD.